# Карашилик (Акжарский район)
Карашилик (каз. Қарашіліқ) — село в Акжарском районе Северо-Казахстанской области Казахстана. Входит в состав Кулыкольского сельского округа. Код КАТО — 593438300.

## География
Расположено около озера Улькен-Карой.

## Население
В 1999 году население села составляло 536 человек (289 мужчин и 247 женщин). По данным переписи 2009 года, в селе проживало 372 человека (191 мужчина и 181 женщина).